# Michel Boerebach
Michel Boerebach (Amsterdam, 27 september 1963) is een Nederlands voormalig voetballer. De middenvelder en verdediger begon en eindigde zijn voetbalcarrière bij Go Ahead Eagles en was als assistent-trainer werkzaam bij de club uit Deventer.

## Biografie
Michel Boerebach, woonachtig in Deventer, speelde in de jeugd van ASC SDW en SV Lelystad '67. Hij speelde zijn eerste wedstrijden als betaald voetballer in het seizoen 1982/83. Hij kwam vijf seizoenen uit voor Go Ahead Eagles, waarna hij naar Roda JC verkaste. In zijn tweede seizoen voor de club uit Kerkrade, bereikte Roda JC in maart 1989 de kwartfinales van het Europa Cup II-toernooi, waarin het thuis op een met 17.000 toeschouwers volgepakt Gemeentelijk Sportpark Kaalheide na verlenging bij een 2-1 stand na strafschoppen werd uitgeschakeld door CSKA Sofia.
Na dit seizoen tekende Boerebach een contract bij PSV. Onder trainer Guus Hiddink wist hij echter geen vaste basisplaats te bemachtigen en toen in het tweede seizoen de nieuwe trainer Bobby Robson hem eveneens op de reservebank zette, keerde hij terug naar Roda JC. Na twee seizoenen vertrok Boerebach naar het Spaanse Real Burgos, waar de Nederlander Theo Vonk op dat moment trainer was. Toen Burgos na een jaar degradeerde, keerde hij echter terug naar Nederland waar hij ging spelen bij FC Twente. Daar speelde hij drie goede seizoenen en werd hij aanvoerder. Toen de Duitser Hans Meyer trainer van FC Twente werd, belandde Boerebach op een zijspoor. Op 33-jarige leeftijd keerde hij terug bij de club waar hij begon, Go Ahead Eagles, die op dat moment in de Eerste divisie speelde. Na afloop van het seizoen 1997/98 stopte Boerebach met het betaalde voetbal, waarna hij nog enkele jaren voetbalde op amateurniveau. Met DOVO uit Veenendaal werd hij in 1999 kampioen van de zaterdag Hoofdklasse B. Hij haalde zijn oefenmeester 1 diploma en is tegenwoordig assistent-trainer bij Go Ahead Eagles.
In 1989 kwam Boerebach als speler van Roda JC eenmaal uit voor het Nederlands B-voetbalelftal.

## Persoonlijk
Op 22 juli 2003 werd Boerebach getroffen door een persoonlijk drama, toen zijn zonen Lesley (12) en Sven (9) bij een auto-ongeluk om het leven kwamen. Zijn ex-vrouw Dora zat achter het stuur en raakte bij het ongeluk ernstig gewond. In 2005 publiceerde Boerebach samen met Trouw-journalist Rob Pietersen het boek Nooit meer zaterdag, over het leven van zijn zonen en de verwerking van hun dood. Ter nagedachtenis aan Lesley vindt jaarlijks in Lelystad het Lesley Boerebach Talententoernooi voor jeugdvoetbalelftallen plaats. In Emmeloord werd een naar Sven genoemde kinderboerderij opgezet.
In 2007 werd zijn derde zoon geboren.

## Clubstatistieken
| Seizoen | Club            | Competitie       | Duels | Goals |
| ------- | --------------- | ---------------- | ----- | ----- |
| 1982/83 | Go Ahead Eagles | Eredivisie       | 5     | 0     |
| 1983/84 | Go Ahead Eagles | Eredivisie       | 26    | 3     |
| 1984/85 | Go Ahead Eagles | Eredivisie       | 32    | 7     |
| 1985/86 | Go Ahead Eagles | Eredivisie       | 33    | 7     |
| 1986/87 | Go Ahead Eagles | Eredivisie       | 33    | 5     |
| 1987/88 | Roda JC         | Eredivisie       | 33    | 8     |
| 1988/89 | Roda JC         | Eredivisie       | 33    | 13    |
| 1989/90 | PSV             | Eredivisie       | 18    | 3     |
| 1990/91 | PSV             | Eredivisie       | 0     | 0     |
| 1990/91 | Roda JC         | Eredivisie       | 28    | 4     |
| 1991/92 | Roda JC         | Eredivisie       | 33    | 1     |
| 1992/93 | Real Burgos     | Primera División | 28    | 3     |
| 1993/94 | FC Twente       | Eredivisie       | 28    | 8     |
| 1994/95 | FC Twente       | Eredivisie       | 33    | 12    |
| 1995/96 | FC Twente       | Eredivisie       | 27    | 4     |
| 1996/97 | Go Ahead Eagles | Eerste divisie   | 14    | 1     |
| 1997/98 | Go Ahead Eagles | Eerste divisie   | 12    | 1     |